# Quantic Dream
 (mars 2025).
Quantic Dream est un développeur français de jeu vidéo fondé en 1997 et basé à Paris.

## Histoire

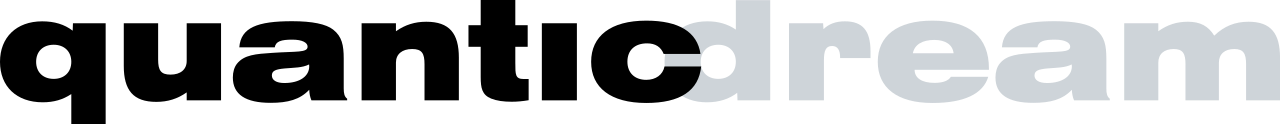
Ancien logo (1997-2019)

### Les premiers jeux
Quantic Dream sort son premier jeu en 1999 sur PC et Dreamcast, Omikron: The Nomad Soul.
En 2002, le studio développe son second jeu Indigo Prophecy ou Fahrenheit. Il est développé pour Xbox de Microsoft, PS2 de Sony et PC. Édité par Atari et il sortira en septembre 2005. Il est accueilli favorablement par la critique.

### La collaboration entre Quantic Dream et les Éditeurs
En 2007, le studio décide de donner l’exclusivité de ses productions à Sony. En janvier 2019, le studio annonce qu'il décide de mettre fin au contrat d’exclusivité avec Sony afin d’accepter une prise de participation de NetEase.
En mars 2019, Quantic Dream conclut un accord avec Epic Games et rompt ainsi sa continuité de développement avec Sony. En juillet 2019, le studio devient son propre éditeur, et commercialisera d'autres jeux. En janvier 2020, Quantic Dream rejoint le Syndicat des éditeurs de logiciels de loisirs (SELL).
Le 31 août 2022, NetEase annonce l'acquisition de Quantic Dream,, pour une somme estimée à près de cent millions d'euros. Le studio intègre NetEase Game, la division des jeux en ligne de NetEase.

## Style de jeux
Les réalisations de Quantic Dream ont fait l'objet d'analyses du style de jeux vidéo - principalement narratifs - qu'ils produisent,,,,.
Une partie de la presse spécialisée critique les capacités d'écriture de David Cage. Terence Wiggings, de Paste Magazine, lui reproche surtout en 2017 une approche de ses personnages systématiquement empreinte de stéréotypes racistes envers les Noirs, et sexistes dans la représentation des personnages féminins. Martin Robinson, sur Eurogamer dit s'être senti très mal à l'aise face aux scènes de violences domestiques contre femme et enfant omniprésentes dans Detroit: Become Human, et s'interroge sur les possibilités d'un traitement plus responsable de ces questions. Pour Kyle Orland, de Ars Technica, les quelques visuels magnifiques de paysages ne suffisent pas à compenser une narration décousue empilant de trop courtes scènes, des personnages sans cohérence interne, une accumulation de clichés, et une fausse interactivité, le résultat étant identique quelles que soient les décisions de jeu retenues. Gaël Fouquet de Gamekult qui fait une analyse critique de Heavy Rain, salue les aspects techniques permis par le moteur du jeu, et donc le réalisme des personnages et des décors, mais regrette la prépondérance du narratif, au détriment du gameplay, qui aboutit à « un jeu qui se déroule sans accroc pendant une dizaine d'heures, sans jamais donner envie au joueur de recharger sa partie ou sans lui donner la sensation d'avoir manqué quelque chose ».

## Capture de mouvement

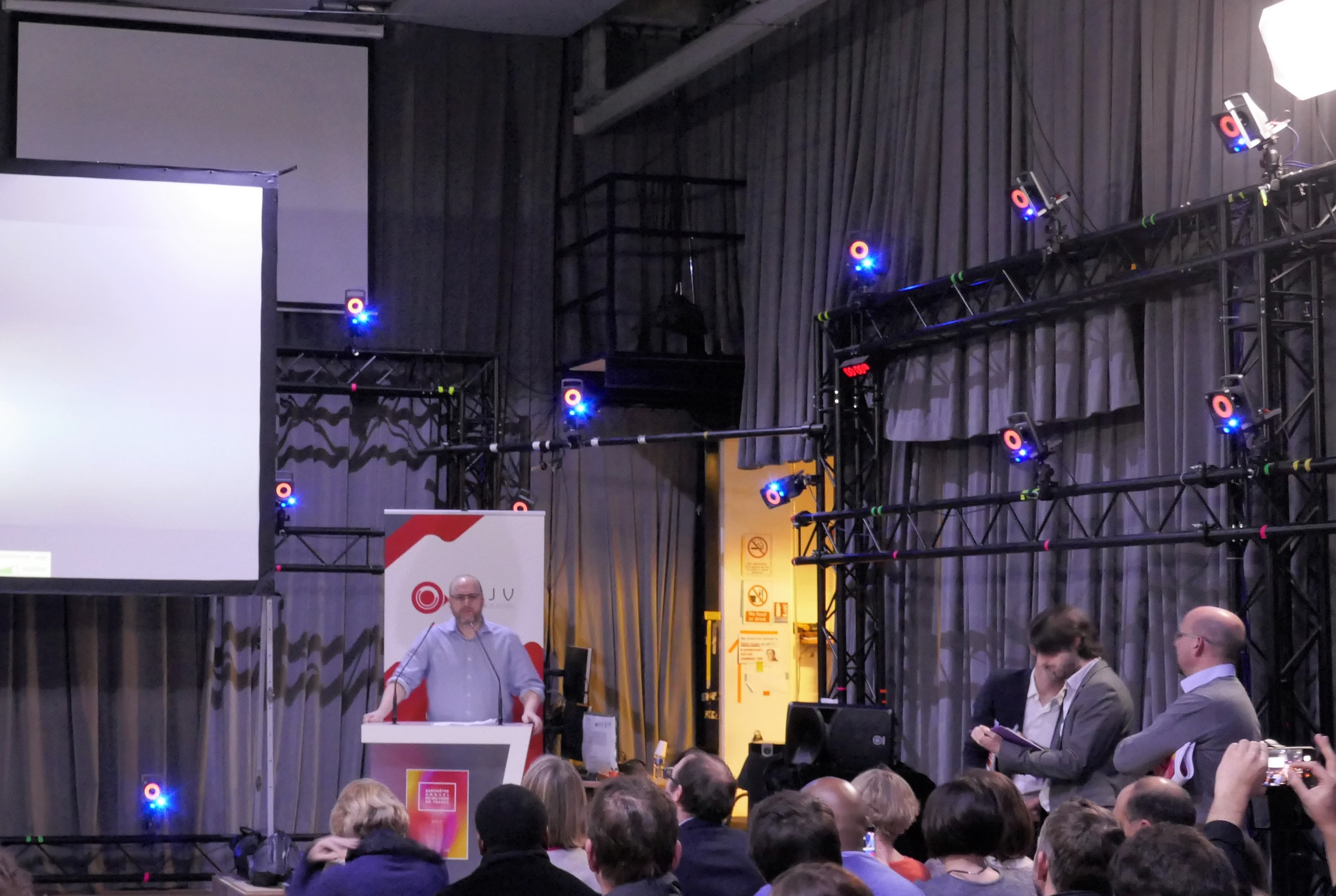
Discours de David Cage dans le studio de capture de mouvement de Quantic Dream (2017).

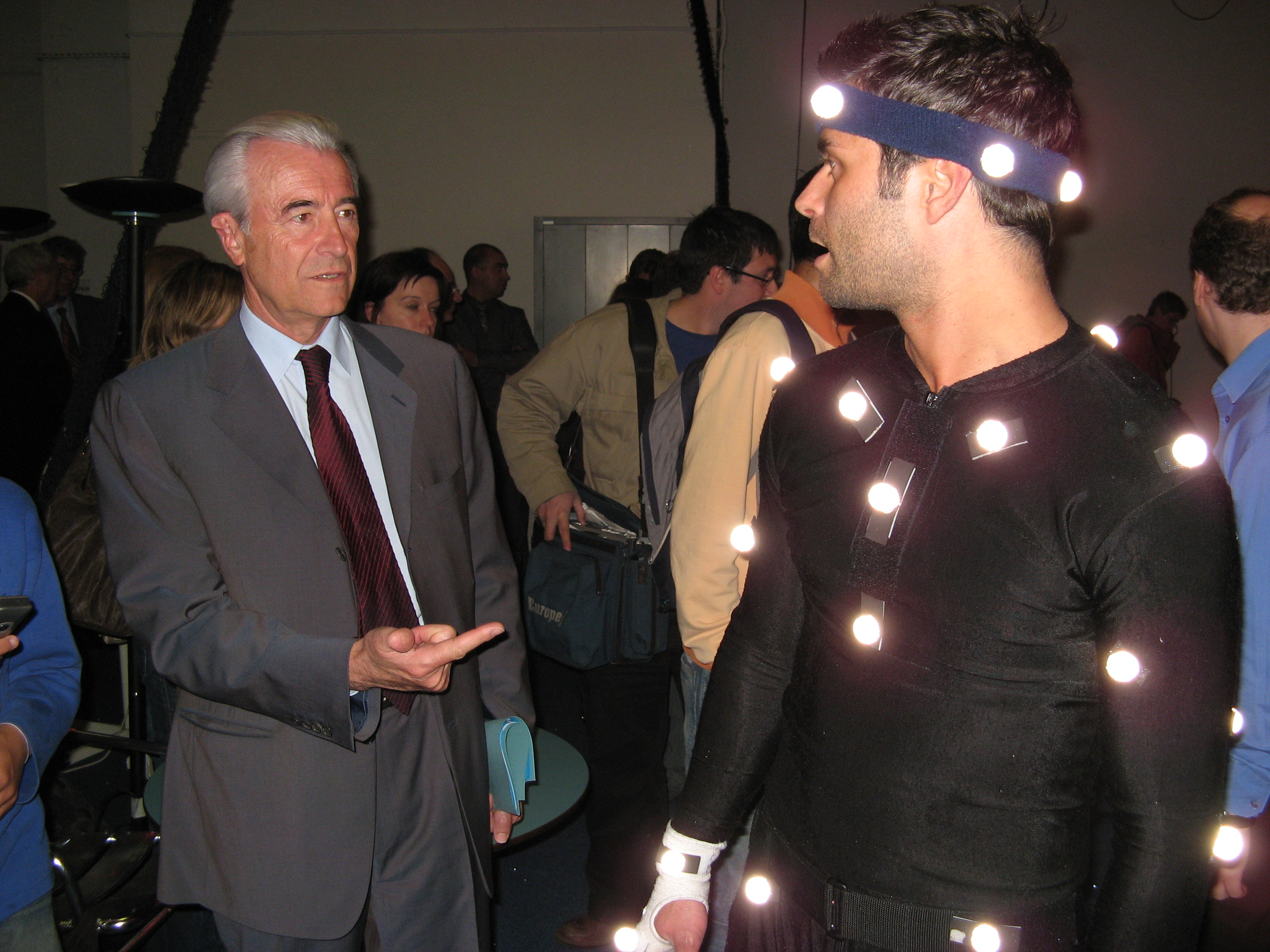
Gilles de Robien, ministre de l'Éducation nationale, de l'Enseignement supérieur et de la Recherche, assiste à une démonstration de capture de mouvement le 23 mai 2006 lors d'une visite du studio Quantic Dream.

Quantic Dream se spécialise dans cette technologie, et collabore à des films d’animation comme Immortel, ad vitam. Le studio parisien effectue la capture de mouvement du film.
Le studio sortira plusieurs démos techniques, The Casting, Kara ou encore The Dark Sorcerer.
En 2007, Quantic Dream achète le système de capture de mouvement de Vicon.
En 2010, le studio rénove son plateau et fait passer son nombre de caméras à 68, et il est désormais entièrement insonorisé afin de favoriser la performance capture.

## Controverses

### Conditions de travail
En mars 2017, quatre employés démissionnent en raison de la circulation de photomontages qu'ils jugent dégradants pour eux, et demandent aux prud'hommes la requalification en licenciement par prise d'acte.
En janvier 2018, le studio est l'objet d'une enquête menée conjointement par Le Monde, Mediapart et Canard PC. Ceux-ci dénoncent les méthodes de management de l'entreprise : « une culture d’entreprise toxique, une direction aux propos et attitudes déplacés, des employés sous-considérés, des charges de travail écrasantes et des pratiques contractuelles douteuses »,,. L'enquête est rapidement reprise par la presse internationale,,.
En avril 2018, Quantic Dream porte plainte en diffamation contre Le Monde et Mediapart qui maintiennent les informations avancées.
Deux des plaignants sont déboutés en 2017, un troisième obtient gain de cause en août 2018, le Conseil des Prud'homes estimant que l'entreprise avait délibérément laissé se poursuivre la diffusion des photomontages jugés « homophobes, misogynes, racistes, ou encore profondément vulgaires »,.
Le studio est condamné une seconde fois aux prud'hommes en 2019, à des dommages et intérêts, le tribunal notant que « l'employeur a commis une violation de l'obligation de sécurité » envers un de ses employés ayant été victime de harcèlement sur le lieu de travail, « sans que l'employeur, pourtant informé, ne réagisse ». Toutefois, le licenciement n'est pas reconnu,,.
Le 9 septembre 2021, Mediapart gagne définitivement en justice contre Quantic Dream et tous ses dirigeants. Le journal Le Monde gagne aussi contre Quantic Dream, mais il perd contre les deux patrons, David De Gruttola (alias David Cage) et Guillaume Juppin De Fondaumière, car les journalistes refusent de rendre publiques leurs sources à l'origine de deux phrases qui visent défavorablement la direction.
Les juges estiment que « les journalistes disposaient, pour chacune des imputations, d’une base factuelle suffisante », qualifiant aussi le travail journalistique avec les expressions suivantes « bonne foi », « représente un but légitime d’information, et même un sujet d’intérêt général », « aucune animosité personnelle » . Ils valident aussi l'existence de transactions financières non déclarées, le « vrai-faux licenciement » de Guillaume de Fondaumière, et des procédures de licenciement étrangement similaires.
Devant la Cour d'Appel de Paris, le 6 octobre 2021, une employée paye/rh obtient gain de cause aux prud'hommes contre Quantic Dream. Licenciée pour faute grave après la découverte des photomontages en 2017 et avoir refusé de signer une attestation dédouanant l'auteur des photomontages, son licenciement est requalifié en licenciement sans cause réelle et sérieuse, Quantic Dream refusera toute forme de médiation et tentera un recours en Cour de Cassation sans réussir à convaincre les juges. Quantic Dream sera définitivement condamnée le 5 avril 2023.
En 2022, Quantic Dream engage des poursuites contre la Défenseure des droits Claire Hédon auprès du Tribunal Administratif de Paris, reprochant à l'institution qu'elle représente d'avoir agit illégalement et d'avoir commis des fautes justifiant un préjudice moral pour une atteinte à son image et à sa réputation, évalué à la somme de 500 000 €. La procédure est explicite, Quantic Dream réclame la condamnation de l'État français. Le jeudi 13 juin 2024, l'entièreté de cette procédure a été rejetée, l'entreprise Quantic Dream ou la Défenseure Des Droits n'ont fait aucune communication autour de cette décision de justice qui tend à légitimer la décision rendue par la Défenseure Des Droits.
Devant la cour d'Appel de Paris, le 4 octobre 2023, un employé obtient la confirmation du manquement à l'obligation de santé et sécurité de la société Quantic Dream. La Cour décrit : « une pratique de partage de photomontages, non seulement vulgaires voire pornographiques, mais surtout de nature à porter atteinte à la dignité et à la santé des personnes ». La prise d'acte de rupture n'est pas requalifiée en licenciement. La Cour confirme ainsi le jugement du 21 novembre 2019. Les avis du Ministère Publique et de la Défenseure Des Droits ne seront pas reçus positivement par la juridiction, les notions de lanceur d'alerte, de harcèlement discriminatoire, de harcèlement d'ambiance à caractère discriminatoire et de mesures de rétorsion seront écartés.

### Tentatives de caviardage de l'article Wikipédia
En mai 2020, une enquête menée par des administrateurs de l'encyclopédie collaborative Wikipédia soupçonne plusieurs comptes contributeurs de la présente page d'être liés à des agences de communication visant à influer très favorablement l'image de l'entreprise.

## Œuvres du studio

### Jeux développés
| Jeu                   | Année de sortie initiale | Plates-formes                                                |
| --------------------- | ------------------------ | ------------------------------------------------------------ |
| The Nomad Soul        | 1999                     | Windows, Dreamcast                                           |
| Fahrenheit            | 2005                     | PlayStation 2, Windows, Xbox, PlayStation 4, iOS, Mac, Linux |
| Heavy Rain            | 2010                     | PlayStation 3, PlayStation 4, Windows                        |
| Beyond: Two Souls     | 2013                     | PlayStation 3, PlayStation 4, Windows                        |
| Detroit: Become Human | 2018                     | PlayStation 4, Windows                                       |
| Star Wars Eclipse     | -                        | -                                                            |

#### Compilations de jeux
| Compilation                                                                                      | Année | Plates-formes |
| ------------------------------------------------------------------------------------------------ | ----- | ------------- |
| Heavy Rain: Move Edition (compatible avec le PlayStation Move plus le DLC taxidermiste)          | 2010  | PlayStation 3 |
| The Heavy Rain & Beyond: Two Souls Collection                                                    | 2016  | PlayStation 4 |
| The Heavy Rain, Beyond: Two Souls & Detroit: Become Human Collection (uniquement aux États-Unis) | 2018  | PlayStation 4 |